# Aphrissa neleis
Aphrissa neleis är en fjärilsart som först beskrevs av Jean Baptiste Boisduval 1836.  Aphrissa neleis ingår i släktet Aphrissa och familjen vitfjärilar. Inga underarter finns listade i Catalogue of Life.